# 拉弗内尔 (南卡罗来纳州)
拉弗内尔（英語：Ravenel）是美国南卡罗来纳州下属的一座城市。城市类型是“Town”。其面积大约为12.64平方英里（32.74平方公里）。根据2010年美国人口普查，该市有人口2,465人，人口密度约为每平方 英里194.98人（约合每平方公里75.29人）。